# Осетинское имя
Осетинские имена — имена, распространенные среди осетин, на территории Республики Северная Осетия и частично признанной Республики Южная Осетия. У осетин, как и у каждого народа, огромное значение придавалось наименованию новорожденного. Систему личных имён осетин по своему происхождению делят на три части: исконные, христианские и мусульманские имена.

## Исконные имена
Как и в других языках, исконные имена, частично сохраняющие связь со своими нарицательными эквивалентами, функционирующими в современной речи (осет. Алан — по названию осетинского племени «асы» / «аланы», осет. Æхсар — «отвага», осет. Авдан — «нас семеро», осет. Астан — «нас восьмеро», осет. Саукыдз — «черный пес», осет. Зарина — «золото»), частично эту связь восстанавливающие только путем исторических разысканий.

## Христианские имена
Имена, связанные с христианской религией, массовое приобщение к которой состоялось в конце XVIII — начале XIX вв. Христианские имена распространились в двух формах — русской и грузинской. Особенно много грузинских имен встречается у южных осетин, непосредственно соседствующих с ними. В осетинском антропонимиконе тем не менее насчитывается более, чем у других кавказских народов, русских имен, заимствованных под влиянием христианства и через русский язык.

## Мусульманско-тюркские имена
Мусульманско-тюркский период охватывает конец XVIII — середину XX вв. В этот период начинается проникновение Ислама на Северный Кавказ, его влияние шло из Турции через Крымское ханство и Кабарду. Имена мусульманского происхождения: Азамат (осет. Азæмæт), Магомет (осет. Мæхæмæт), Фатима (осет. Фатимæ) — являются заимствованиями при посредничестве кабардинского и тюркских языков.

## Осетинские фамилии
Осетинские фамилии образуются путем прибавления аффикса -т и окончания -æ. Окончание -æ является показателем именительного падежа. В именительном падеже фамилии употребляются, когда говорится обо всей фамилии в совокупности: осет. Æлбортæ — рус. Алборовы; осет. Абетæ — рус. Абеевы.
В русской передаче фамильное окончание обычно передаётся как -ов, но некоторые осетины предпочитают менять фамильное окончание на осетинское и в документах на русском языке, например: политик Эдуард Кокойты, писатель Нафи Джусойты и др.